# Татьков, Евгений Иванович
Евгений Иванович Татьков (род. 19 марта 1929) — советский хоккеист, защитник. Также играл в футбол.
Выступал за ленинградские команды чемпионата СССР по хоккею. «Динамо» (1949/50, 1951/52 — 1953/54), ОДО (1953/54 — 1954/55) и «Авангард» (1955/56 — 1956/57).
Числился в составе футбольных клубов «Динамо» Ленинград (1949), «Динамо» (клубная, Ленинград) и «Динамо» Московская область (1950), «Динамо-2» Ленинград (1953 — две игры в Кубке СССР), «Красная Звезда» Петрозаводск (1954), «Кировец» Ленинград (1955—1956), «Буревестник» Черновцы (1957).
В 1960-х — 1970-х годах — игрок и тренер ФК «Ижорец» Колпино.